# Juli Borissowitsch Chariton
Juli Borissowitsch Chariton (russisch Юлий Борисович Харитон; * 14. Februarjul. / 27. Februar 1904greg. in Sankt Petersburg; † 19. Dezember 1996 in Sarow) war ein sowjetischer Physiker, der im Kernwaffenprogramm des Landes arbeitete.

## Leben
Chariton stammte aus jüdischen Intellektuellenkreisen in Sankt Petersburg; sein Vater war Journalist und Direktor des Hauses der Schriftsteller in Sankt Petersburg, seine Mutter Schauspielerin. Er studierte ab 1920 am Polytechnischen Institut in Sankt Petersburg und wurde schon 1921 von Nikolai Semjonow eingeladen, in der Abteilung chemische Physik am Physikalisch-Technischen Institut (dem späteren Joffe-Institut) von Abram Joffe zu arbeiten. 1926 bis 1928 war er bei Ernest Rutherford und James Chadwick in Cambridge am berühmten Cavendish Laboratory. In den 1930er Jahren arbeitete er am Joffe-Institut auch über Kernphysik (von 1929 bis 1939 war er Direktor des Labors für chemische Physik und Sprengstoffe am Institut), das damals als aktuelles Forschungsgebiet zu einem Schwerpunkt des Instituts ausgebaut wurde. Ende der 1930er Jahre berechnete er dort mit Jakow Seldowitsch die Bedingungen für eine Kettenreaktion im Uran und kritische Massen. In der Anfangsphase des Zweiten Weltkriegs arbeitete er an Panzerabwehrwaffen und kostengünstigen Sprengstoffen.
In den 1940er Jahren war er der Chefkonstrukteur im sowjetischen Atombombenprojekt unter Igor Kurtschatow, der nur ein Jahr älter als Chariton und dessen enger Freund war (Chariton war als einziger zugegen, als Kurtschatow 1960 auf einer Parkbank starb). Er war der erste wissenschaftliche Direktor des geheimen Nuklearwaffen-Forschungszentrums in Sarow mit dem Tarnnamen Arzamas-16, das 1946 gegründet wurde. 45 Jahre lang bis 1992, als er in den Ruhestand ging, hatte er dessen Leitung. Während dieser Zeit wurde von Andrei Sacharow, Seldowitsch und anderen dort die sowjetische Wasserstoffbombe entwickelt. Als Chef des Labors berichtete Chariton direkt dem Geheimdienstchef Beria. Stalin selbst wies Chariton an, stets von einem Leibwächter begleitet zu sein, der auch sein Diener war. Chariton durfte nach dem Zweiten Weltkrieg nicht mehr ins Ausland reisen, ihm stand jedoch bis zu seinem Ableben jederzeit abfahrbereit ein Zug mit Salonwagen zur Verfügung.
Seit 1946 war er korrespondierendes und seit 1953 volles Mitglied der Akademie der Wissenschaften der UdSSR. Chariton war dreimaliger Held der sozialistischen Arbeit und erhielt für seine wissenschaftlichen Verdienste 1982 die Lomonossow-Goldmedaille. Er war verheiratet und hatte eine Tochter. Seine Ruhestätte befindet sich auf dem Nowodewitschi-Friedhof in Moskau.

## Auszeichnungen
- Held der sozialistischen Arbeit (1949, 1951, 1954)
- Träger des Stalinpreises (1949, 1951, 1953)
- Träger des Leninpreises (1956)
- fünf Leninorden
- Träger des Ordens der Oktoberrevolution
- Träger des Ordens des Roten Banners der Arbeit
- Träger des Ordens des Roten Sterns
- Träger der Lomonossow-Goldmedaille (1982)